# Megatron (chanson)
Pour les articles homonymes, voir Megatron.
Singles de Nicki Minaj
BAPS
(2019) Extravagant
(2019)
Megatron (stylisée en majuscules : MEGATRON) est une chanson de la chanteuse et rappeuse américaine d'origine trinidadienne Nicki Minaj. Sortie le 21 juin 2019 sous les labels Young Money Entertainment et Cash Money Records, il s'agit du premier single en solo de Minaj en 2019.

## Développement
Megatron a été coécrit par Minaj, Brittany "Chi" Coney, Denisia "Blu Jones" Andrews, Haldane Wayne Browne et Andrew "Pop Wansel. Nova Wav et Minaj sont également coproducteurs. La chanson contient un sample de Heads High du chanteur de dancehall jamaïcain Mr. Vegas.
Le titre fait référence au personnage éponyme de la franchise Transformers. Minaj affirme avoir choisi le titre après avoir freestylé la phrase "Ils m'appellent Megatron". Elle avait auparavant fait référence à un autre personnage de la franchise dans la chanson Transformer du rappeur Future. 

## Promotion et sortie
Après un hiatus sur les réseaux sociaux et en public, Minaj brise le silence le 12 juin 2019 avec un tweet énigmatique : « MEGATRON ». Le lendemain, elle apporte des précisions dans un post Instagram, affirmant qu'il s'agit du titre d'un single qui sortira le 21 juin, ainsi qu'un nouvel épisode de Queen Radio. Un teaser pour le clip vidéo est publié le 19 juin. Le clip vidéo sort le 21 juin sur YouTube, et la chanson est disponible sur toutes les plateformes d'achat et de streaming.

## Clip vidéo
Minaj partage une vidéo des coulisses du tournage le 18 juin 2019 sur Instagram. Le clip vidéo, réalisé par Mike Ho, sort le 21 juin à minuit. Son mari Kenneth Petty apparaît dans la vidéo. Le 9 mai 2020, le clip devient le 55e de Minaj à atteindre les 100 millions de vues et étend ainsi le record de la rappeuse en tant qu'artiste féminine cumulant le plus de vidéos dépassant les 100 millions de vues sur YouTube.
Pure Charts décrit la vidéo comme « un véritable festival de booty shake », où Minaj « fait monter le mercure ». Selon Althea Legaspi de Rolling Stone, «  qu'elle soit entourée de danseurs ou collée à son homme, la Reine est au centre de l'attention ».

## Accueil commercial
Le jour de sa sortie, Megatron atteint la première position dans le classement des ventes iTunes dans onze pays : États-Unis, Azerbaïdjan, Barbade, Bulgarie, République dominicaine, Fidji, Gambie, Kenya, Nigeria, Bahamas ainsi qu'en Trinité-et-Tobago, le pays natal de Minaj,. C'est la première chanson en solo d'une rappeuse à atteindre la première position de l'iTunes Store américain depuis la sortie de son propre single Chun-Li en 2018. 
Aux États-Unis, Megatron débute à la vingtième position du classement musical national Billboard Hot 100. Le titre chute à la 92e position la semaine d'après. Lors de sa troisième semaine de sortie, le titre occupe la 97e position. Il quitte ensuite le classement, puis réapparait en 92èmé position la semaine d'après. La chanson apparaît notamment dans le top 10 dans les classements hongrois et néo-zélandais. 

## Accueil critique
Megatron reçoit un accueil plutôt positif auprès de la critique. Paul Thompson de Vulture accorde à la chanson le titre de "Meilleure nouvelle musique rap", et Brendan Wetmore de Paper Magazine affirme que « le titre montre Nicki au sommet de son art »,. XXL Mag note que « Nicki semble prendre une toute nouvelle direction pour 2019 ». Pursuit Of Pop écrit : « MEGATRON a une vibe dancehall, ce avec quoi Minaj expérimente de temps à autre, mais qu'elle utilisait beaucoup plus durant sa période mixtape, un son avec lequel elle devrait définitivement jouer plus souvent ».
Kyle Denis de BlackBoyBulletin synthétise l'opinion générale : « Il n'y a rien de nouveau ou d'innovant avec MEGATRON, mais ce n'est pas le but de cette chanson. Ceci est un effort de Nicki pour créer un hymne estival, et elle a atteint son but. MEGATRON est divertissant, léger, et surtout concocté spécialement pour le dancefloor... et n'est-ce pas tout ce qui compte en été ? ».

## Crédits
- Nicki Minaj : interprète, compositrice, productrice [22]
- Andrew Wansel : compositeur, producteur[22]
- Brittany "Chi" Coney : compositrice[22]
- Denisia "Blu June" Andrews : compositrice[22]
- Haldane Wayne Browne : compositeur[22]
- NOVA Wav : productrices[22]

## Classements hebdomadaires
| Classement (2019)              | Meilleure position |
| ------------------------------ | ------------------ |
| Australie (ARIA)               | 89                 |
| Canada (Hot 100)               | 25                 |
| Écosse (OCC)                   | 23                 |
| États-Unis (Hot 100)           | 20                 |
| États-Unis (R&B/Hip-Hop Songs) | 11                 |
| États-Unis (Rhythmic)          | 21                 |
| États-Unis (Rolling Stone 100) | 14                 |
| France (SNEP)                  | 24                 |
| Hongrie (Rádiós Top 40)        | 9                  |
| Irlande (IRMA)                 | 56                 |
| Nouvelle-Zélande (RMNZ)        | 10                 |
| Royaume-Uni (UK Singles Chart) | 34                 |

## Certifications
| Pays   | Certification | Ventes |
| ------ | ------------- | ------ |
| Canada | Or            | 40 000 |